# Dilomilis
Dilomilis – rodzaj roślin z rodziny storczykowatych (Orchidaceae). Obejmuje 5 gatunków występujących w Ameryce Środkowej w Portoryko, na Kubie, Jamajce, Dominikanie.

## Systematyka
Rodzaj sklasyfikowany do podplemienia Pleurothallidinae w plemieniu Epidendreae, podrodzina epidendronowe (Epidendroideae), rodzina storczykowate (Orchidaceae), rząd szparagowce (Asparagales) w obrębie roślin jednoliściennych.
Wykaz gatunków
- Dilomilis bissei H.Dietr.
- Dilomilis elata (Benth.) Summerh.
- Dilomilis montana (Sw.) Summerh.
- Dilomilis oligophylla (Schltr.) Summerh.
- Dilomilis scirpoidea (Schltr.) Summerh.